# Federica De Bortoli
Federica De Bortoli (Roma, 9 novembre 1976) è una doppiatrice e attrice italiana.

## Biografia
Sorella minore della doppiatrice Barbara De Bortoli, ha debuttato come attrice e doppiatrice da bambina. È la voce italiana ricorrente di Rachel McAdams, Natalie Portman, Isla Fisher, Noomi Rapace, Anne Hathaway e Kristen Stewart. Ha poi prestato la voce a Bryce Dallas Howard nei film Jurassic World, Jurassic World - Il regno distrutto e Jurassic World - Il dominio, oltre che a Cobie Smulders nei film del Marvel Cinematic Universe.
Nel campo televisivo tra i suoi doppiaggi più importanti ci sono quello di Emilie de Ravin in Lost, di Anna Paquin in True Blood, di Bethany Joy Lenz in One Tree Hill, di Sarah Drew nel ruolo della dottoressa April Kepner in Grey's Anatomy, di A. J. Cook in Criminal Minds, di Jaimie Alexander in Blindspot e di Erin Richards in Gotham.

## Filmografia
- La maestrina di Dario Niccodemi, regia di Mario Caiano - prosa televisiva, trasmessa il 2 novembre 1982[1]
- Benedetta & company, regia di Alfredo Angeli - miniserie TV (1982)
- Un foro nel parabrezza, regia di Sauro Scavolini - film TV (1983)
- La vigna di uve nere, regia di Sandro Bolchi - miniserie TV (1984)

## Doppiaggio

### Film
- Rachel McAdams in Mean Girls, Red Eye, La neve nel cuore, The Lucky Ones - Un viaggio inaspettato, State of Play, Un amore all'improvviso, Sherlock Holmes, Il buongiorno del mattino, Sherlock Holmes - Gioco di ombre, La memoria del cuore, To the Wonder, Questione di tempo, La spia - A Most Wanted Man, Sotto il cielo delle Hawaii, Southpaw - L'ultima sfida, Ritorno alla vita, Il caso Spotlight, Disobedience, Ci sei Dio? Sono io, Margaret
- Natalie Portman in Heat - La sfida, Star Wars - Episodio I - La minaccia fantasma, Star Wars - Episodio II - L'attacco dei cloni, La mia vita a Garden State, Star Wars - Episodio III - La vendetta dei Sith, Hotel Chevalier, L'amore e altri luoghi impossibili, Il cigno nero, Hesher è stato qui, Sua Maestà, Knight of Cups, Jackie, Song to Song, Sognare è vivere, Annientamento, La mia vita con John F. Donovan, Vox Lux, Lucy in the Sky, May December
- Kristen Stewart in The Cake Eaters - Le vie dell'amore, Twilight, Adventureland, The Twilight Saga: New Moon, The Twilight Saga: Eclipse, The Twilight Saga: Breaking Dawn - Parte 1, Biancaneve e il cacciatore, On the Road, The Twilight Saga: Breaking Dawn - Parte 2, Sils Maria, Still Alice, American Ultra, Equals, Personal Shopper, Underwater, Non ti presento i miei, Spencer, Crimes of the Future, Love Lies Bleeding
- Isla Fisher in The Pool, 2 single a nozze - Wedding Crashers, Sguardo nel vuoto, Hot Rod - Uno svitato in moto, Certamente, forse, I Love Shopping, Ladri di cadaveri - Burke & Hare, The Wedding Party, Now You See Me - I maghi del crimine, Grimsby - Attenti a quell'altro, Le spie della porta accanto, Prendimi!, Fata madrina cercasi, Doggy Style - Quei bravi randagi
- Noomi Rapace in Uomini che odiano le donne, La ragazza che giocava con il fuoco, La regina dei castelli di carta, Beyond, Babycall, Dead Man Down - Il sapore della vendetta, Codice Unlocked, Bright, Close, Rapina a Stoccolma, The Secret - Le verità nascoste, Assassin Club
- Kirsten Dunst in Intervista col vampiro, College femminile, Il giardino delle vergini suicide, Il corvo 3 - Salvation, Ragazze nel pallone, Get Over It, Hollywood Confidential, Mona Lisa Smile, Se mi lasci ti cancello
- Anne Hathaway in Principe azzurro cercasi, Alice in Wonderland, Amore & altri rimedi, Les Misérables, Alice attraverso lo specchio, Attenti a quelle due, Il suo ultimo desiderio
- Bryce Dallas Howard in Lady in the Water, L'amore impossibile di Fisher Willow, Terminator Salvation, Jurassic World, Jurassic World - Il regno distrutto, Rocketman, Jurassic World - Il dominio, Argylle - La super spia
- Gemma Arterton in La scomparsa di Alice Creed, Prince of Persia - Le sabbie del tempo, Una canzone per Marion, Gemma Bovery, 100 Streets, L'ora più bella, Giorni d'estate
- Cobie Smulders in The Avengers, Captain America: The Winter Soldier, Avengers: Age of Ultron, Jack Reacher - Punto di non ritorno, Avengers: Infinity War, Spider-Man: Far from Home
- Reese Witherspoon in Pleasantville, Election, Una spia non basta, Wild, Vizio di forma, Fuga in tacchi a spillo
- Keira Knightley in Star Wars: Episodio I - La minaccia fantasma, A Dangerous Method, Lo schiaccianoci e i quattro regni, Official Secrets - Segreto di stato, Il concorso, Lo strangolatore di Boston
- Abbie Cornish in Un'ottima annata - A Good Year, W.E. - Edward e Wallis, 7 psicopatici, Premonitions, Quando le mani si sfiorano, Sicario - Ultimo incarico
- Tara Reid in American Pie, L'ultimo guerriero, American Pie 2, Prigioniera di un incubo, American Pie: Ancora insieme
- Greta Gerwig in Lo stravagante mondo di Greenberg, To Rome with Love, Frances Ha, Rumore Bianco
- Amy Adams in The Wedding Date - L'amore ha il suo prezzo, The Fighter, Lei
- Emilie de Ravin in Santa's Slay, Le colline hanno gli occhi, Remember Me
- Mélanie Laurent in Parigi, Bastardi senza gloria, Il concerto
- Amy Schumer in Fottute!, Come ti divento bella!, Kinda Pregnant
- Gaby Hoffmann in L'uomo dei sogni, Io e zio Buck
- Noémie Merlant in Ritratto della giovane in fiamme, L'innocente
- January Jones in Unknown - Senza identità, Solo per vendetta
- Alexis Bledel in Tuck Everlasting - Vivere per sempre, Sin City
- Olivia Munn in X-Men - Apocalisse, The Predator
- Sienna Miller in Stardust, Il sapore del successo
- Amanda Seyfried in Alpha Dog, Big Wedding
- Angela Goethals in Jerry Maguire, Behind the Mask - Vita di un serial killer
- Jessica Barth in Ted, Ted 2
- Marta Milans in Shazam!, Shazam! Furia degli dei
- Jenna Dewan in Step Up, Setup
- Maria Thayer in Ammesso, Non mi scaricare
- Marta Etura in Bed Time, Cella 211
- Hong Chau in Asteroid City, The Instigators
- Krystle e Tiffany Mataras in Piccola peste torna a far danni
- Peter Stuart in Willy Wonka e la fabbrica di cioccolato[2] (ridoppiaggio 1984)
- Cory Crow ne Le nuove avventure di Pippi Calzelunghe
- Rochelle Davis in Il corvo - The Crow
- Jessica Wesson in Casper
- Garette Ratliff Henson in Aracnofobia
- Stefanie Mason in Bugsy
- Evan Rachel Wood in Little Secrets - Sogni e segreti
- Liz Stauber in White Oleander
- Eszter Balla in Kontroll
- Jennifer Connelly in C'era una volta in America (ed. 2003)
- Samaire Armstrong in Stay Alive
- Hettienne Park in Bride Wars - La mia migliore nemica
- Britney Spears in Crossroads - Le strade della vita
- Christina Aguilera in Burlesque
- Mila Kunis in Il grande e potente Oz
- Keri Russell in Star Wars - L'ascesa di Skywalker
- Arielle Kebbel in American Pie Presents: Band Camp
- Anna Paquin in Il calamaro e la balena
- Lily James in La furia dei titani
- Erin Richards in Le origini del male
- Jessica Szohr in Club Life
- Zooey Deschanel in Guida galattica per autostoppisti
- Diane Kruger in Mr. Nobody
- Michelle Dockery in Non-Stop
- Yvonne Strahovski in Killer Elite
- Rose McGowan in Conan the Barbarian
- Ali Hillis in Beverly Hills Chihuahua
- Ginnifer Goodwin in Quando l'amore brucia l'anima - Walk the Line
- Lake Bell in È complicato
- Rachael Taylor in Transformers
- Valene Kane in Rogue One: A Star Wars Story
- Sarah Roemer in Hachiko - Il tuo migliore amico
- Vanessa Lengies in The Perfect Man
- Adriana Ugarte in Julieta
- Jacinda Barrett in Che pasticcio, Bridget Jones!
- Hilary Duff in Agente Cody Banks
- Avril Lavigne in Fast Food Nation
- Ronda Rousey in I mercenari 3
- T.V. Carpio in Limitless
- Phoebe Strole in My One and Only (ridoppiaggio)
- Nicole LaPlaca in Qua la zampa!
- Malin Åkerman in Ricatto d'amore
- Nikki Reed in Thirteen - 13 anni
- Eileen O'Higgins in Brooklyn
- Elizabeth Debicki in Macbeth
- Hannah Anderson in X-Men - Dark Phoenix
- Megan Fox in Midnight in the Switchgrass - Caccia al serial killer
- Sarah Shahi in Black Adam
- Gitte Witt in Kadaver
- Alex Essoe in L'esorcista del papa
- Fabia Castro in Il futuro in un bacio
- Kerry Condon in Night Swim
- Jennifer Love Hewitt in So cosa hai fatto
- Alison Pill in Trap
- Taryn Manning in 8 Mile
- Jenny Slate in It Ends With Us - Siamo noi a dire basta
- Alice Taglioni in Nice Girls
- Lucie Debay in Le nostre battaglie
- Wiktoria Gorodeckaja in Napad - La rapina
- Liv Lisa Fries in Freud - L'ultima analisi
- Loes Haverkort in IHostage

### Film d'animazione
- Argentea in Trilli, Trilli e il tesoro perduto, Trilli e il grande salvataggio, Trilli e il segreto delle ali, Trilli e la nave pirata, Trilli e la creatura leggendaria
- Hikari Horaki in Neon Genesis Evangelion: Death & Rebirth, Neon Genesis Evangelion: The End of Evangelion, Evangelion: 1.0 You Are (Not) Alone e Evangelion: 3.0+1.0 Thrice Upon a Time
- Darcy in Winx Club - Il segreto del regno perduto. Winx Club 3D - Magica avventura, Winx Club - Il mistero degli abissi
- Usagi Tsukino in Guerriere Sailor unite per la libertà, Sailor Moon R The Movie - La promessa della rosa (edizione Shin Vision)
- Ducky in Alla ricerca della Valle Incantata, Alla ricerca della Valle Incantata 2
- Rosita in Sing e Sing 2 - Sempre più forte
- Olivia Flaversham in Basil l'investigatopo
- Sophie in Il mio amico gigante
- Stacey in In viaggio con Pippo
- Kurumi Kasuga in Orange Road The Movie: ...e poi, l'inizio di quella estate... (doppiaggio Dynamic Italia)
- Ravanella in Cipollino
- Diana in Pokémon 4Ever
- Lila in Barbie - Lago dei cigni
- Brietta in Barbie e la magia di Pegaso
- Megan in Thelma l'unicorno
- Paprika in Paprika - Sognando un sogno
- Padmé Amidala in Star Wars: The Clone Wars
- Adella in La sirenetta - Quando tutto ebbe inizio
- Kilowatt in Space Chimps - Missione spaziale
- Mala in Battaglia per la Terra 3D
- Dentolina in Le 5 leggende
- Caska in Berserk - L'epoca d'oro
- Maria Posada in Il libro della vita
- Marcia in Boog & Elliot 4 - Il mistero della foresta
- Jade Wilson in Teen Titans Go! - Il film
- Maggie Scott in Zanna Bianca
- Rapunzel in Ralph spacca Internet
- Gabby Gabby in Toy Story 4
- La madre di Yi ne Il piccolo yeti
- Jerry 1 in Soul[3]
- Olympia Hill/Majestia in Miraculous World: New York - Eroi Uniti
- Carol Templeton in Baby Boss 2 - Affari di famiglia
- Maddie in Back to the Outback - Ritorno alla natura
- Natsuko/Hisako in Il ragazzo e l'airone
- Orso Gommosa in IF - Gli amici immaginari

### Serie televisive
- Pollyanna McIntosh in The Walking Dead, The Walking Dead: World Beyond, The Walking Dead: The Ones Who Live
- Cobie Smulders in Agents of S.H.I.E.L.D., Stumptown, Secret Invasion
- Grace Park in Battlestar Galactica, Hawaii Five-0
- Billie Piper in Doctor Who, Collateral e Mercoledì
- Freema Agyeman in Torchwood, New Amsterdam
- Amanda Schull in L'esercito delle 12 scimmie, The Recruit
- Bridget Regan in La spada della verità, Grey's Anatomy
- Keshia Knight Pulliam ne I Robinson (st. 1-6)
- Michelle Beaudoin in Sabrina, vita da strega
- Sarah Carter in Smallville
- Samaire Armstrong in The O.C.
- Alexis Bledel in Una mamma per amica (epp. 6x03-6x14)
- Jessica Szohr in Gossip Girl
- Majandra Delfino in Roswell
- Kayla Ewell in The Vampire Diaries
- Sarah Drew in Grey's Anatomy
- Rachel McAdams in True Detective
- Maggie Q in Designated Survivor
- Anna Paquin in True Blood
- Bethany Joy Lenz in One Tree Hill
- Jaimie Alexander in Blindspot
- Jenna Dewan in Le streghe dell'East End
- Erin Richards in Gotham
- Sarah Gadon in 22.11.63
- Emilie de Ravin in Lost
- Piper Perabo in Covert Affairs
- Britney Spears in Jane the Virgin
- Lyndsy Fonseca in Nikita
- Cassidy Freeman in Longmire
- Mariana Klaveno in Devious Maids - Panni sporchi a Beverly Hills
- Erika Christensen in Parenthood
- Missy Peregrym in FBI
- Reshma Shetty in Royal Pains
- A.J. Cook in Criminal Minds
- Caroline Dhavernas in Hannibal
- Cassidy Rae in Hyperion Bay
- Sarah Shahi in The L Word
- Jennifer Kydd in Falcon Beach
- Victoria Justice in Zoey 101
- Tiffany Brissette in Super Vicki
- Liz White in Life on Mars
- Hannah Spearritt in Primeval
- Anna Luise Kish in Un ciclone in convento
- Alexandra Rapaport in Omicidi a Sandhamn
- Christina Aguilera in Nashville
- Greta Larkins in Geni per caso
- Janina Gavankar in Arrow
- Maisie Richardson-Sellers in Legends of Tomorrow
- Amy Jo Johnson in Flashpoint
- Emma Booth in Glitch
- Tiffani Thiessen in Alexa & Katie
- Jessica Clark in Versailles
- MyAnna Buring in The Witcher
- Alona Tal in Supernatural
- D'arcy Morin in Resident Alien
- Eliza Dushku in Angel
- Sin Wong in Power Rangers Wild Force
- Serinda Swan in Inhumans
- Dominique Fishback in The Deuce - La via del porno
- Verónica Sánchez in Sky Rojo
- Adriana Ugarte in H - Helena[4]
- Kate Box in Deadloch - Uno strano genere di delitti
- Genna Galloway in One Piece
- Esra Ruşan in Thank You, Next
- Amy Schumer in Life & Beth
- Noomi Rapace in Constellation
- Ari Graynor in Monsters: la storia di Lyle ed Erik Menendez

### Serie d'animazione
- Kyoko Tokiwa in Full Metal Panic!, Full Metal Panic? Fumoffu, Full Metal Panic! The Second Raid
- Padmé Amidala in Star Wars: Clone Wars, Star Wars: The Clone Wars, Star Wars: Forces of Destiny
- Rapunzel in Sofia la principessa, Rapunzel - Prima del sì, Rapunzel - La serie
- Yuka Odajima in Pretty Cure, Pretty Cure Max Heart
- Tilda Swanson in Farhat - Il principe del deserto e Farhat - Lo scorpione nero
- Roberta Tubbs in The Cleveland Show, I Griffin
- Excel e Excel De Bortoli in Excel Saga
- Lirin in Saiyuki
- Betty Brant in The Spectacular Spider-Man
- Tails in Sonic X
- Jalim in Sandokan - La tigre della Malesia
- Darcy in Winx Club
- Pai Chan in Virtua Fighter
- Rion Aida in Aika
- Urara Kasuga in Sakura Mail
- Noriko in Golden Boy
- Arisu Mizuki in Serial Experiments Lain
- Saeko Iijima in Great Teacher Onizuka
- Miaka Yuki in Fushigi yûgi (OAV)
- MuneMune/Mune Imamiya in Abenobashi - Il quartiere commerciale di magia
- Yuko Miyabe in Strange Dawn
- Hikari Horaki in Neon Genesis Evangelion (primo doppiaggio)
- Maya Jingu in Burn-Up Excess
- Yukari Uchida in I cieli di Escaflowne
- Kagome Higurashi in Inuyasha (stagioni 1 e 7)
- Yukino Miyazawa ne Le situazioni di Lui & Lei
- Cheza in Wolf's Rain
- Nana Komatsu in Nana
- Lal'C Melk Mark in Punta al top 2! - DieBuster
- Himeno Awayuki in Pretear - La leggenda della nuova Biancaneve
- Suki in Avatar - La leggenda di Aang
- Silver in American Dragon: Jake Long
- Candy in Dave il Barbaro
- Kurumi Kasuga in Orange Road (edizione Dynamic Italia)
- Robin Snyder in Le Superchicche
- Lina Inverse in Slayers (edizione Shin Vision)
- Josee in A tutto reality presenta: Missione Cosmo Ridicola
- Felicia in Night Warriors: Darkstalkers' Revenge
- Beryl Chatterley in Kiff
- Bertie in Tuca & Bertie
- Lupa in Lupo
- Gheppio/Nibbio (2ª voce) in Le avventure del bosco piccolo
- Lizzie in South Park (episodio 4x01)
- Harper ne I Simpson
- Susan (2ª voce) in Mostri contro alieni
- Kim Pine in Scott Pilgrim - La serie
- Natsuko Kawaguchi in Desert Punk

### Videogiochi
- Mirana, la Regina Bianca in Alice in Wonderland[5] (2010)
- Raven in DC Universe Online[6] (2011)
- Maria Hill in Disney Infinity 3.0 (2015)[7] e  LEGO Marvel's Avengers (2016)
- Padmé Amidala in Disney Infinity 3.0 (2015)[8]
- Claire Dearing in Jurassic World Evolution[9] (2018) e Jurassic World Evolution 2 (2021)[10]

### Pubblicità
- Speaker di Elisir Rocchetta Tisana

## Radio
- Chi ha ucciso William Shakespeare? di Francesca Draghetti (sceneggiato, 1999)